# إنذار هاواي الكاذب في 2018
في صباح يوم 13 يناير 2018، تم إصدار تنبيه عن طريق الخطأ عبر نظام التنبيه في حالات الطوارئ ونظام التنبيه في حالات الطوارئ اللاسلكي عبر شبكات التلفزيون والراديو والهواتف الخلوية في ولاية هاواي الأمريكية، يحوي أوامر للمواطنين بالتوجه إلى الملاجئ بسبب إقتراب صاروخ باليستي. أرسل الإنذار في الساعة 8:08  صباحا الساعة 12:00 ص بالتوقيت المحلي لكن الولاية لم تأذن بإطلاق صفارات إنذار الدفاع المدني .
وبعد 38 دقيقة و13 ثانية، ألقى مسؤولو الولاية باللوم على سوء الفهم أثناء تدريب في وكالة إدارة الطوارئ في هاواي في الإنذار الأول. واعتذر الحاكم ديفيد إيجي عن الإنذار الخاطئ. وبدأت هيئة الاتصالات الفيدرالية ومجلس النواب في هاواي تحقيقات في الحادث، مما أدى إلى استقالة مدير إدارة الطوارئ في الولاية.

## خلفيات القصة

تقدير المدى الأقصى لبعض الصواريخ الكورية الشمالية

أدى تصاعد التوترات بين كوريا الشمالية والولايات المتحدة، بما في ذلك التهديدات من جانب كل من البلدين بإمكانية استخدام الأسلحة النووية ضد بعضهما البعض، إلى رفع حالة الاستعداد في هاواي.    أجرت كوريا الشمالية عدة تجارب لصواريخ باليستية عابرة للقارات على مدار العام الذي سبق، كان آخرها في نوفمبر 2017،  مما أدى إلى زيادة قدراتها الضاربة.  مع وجود إمكانية إلى أن تمتلك كوريا الشمالية صواريخ النووية قادرة على الوصول إلى هاواي.   حيث تقع هاواي على مسافة حوالي 4,600 ميل (7,400 كـم) من كوريا الشمالية،  والصاروخ الذي يتم إطلاقه من كوريا الشمالية سيأخذ فسحة من الوقت من حوالي 12 إلى 15 دقيقة قبل إطلاق التحذير. 
كما تسببت رسالة تنبيه في انقطاع البث الإذاعي في الولاية.   وفي ليهوي ، أفاد أحد السكان بسماع رسالة عبر الراديو تحذر من "وصول صاروخ إلى جزيرتي كاواي وهاواي". 